# Alma rebelde
Alma Rebelde é uma telenovela mexicana produzida por Nicandro Díaz González para a Televisa e exibida pelo Canal de las Estrellas entre 19 de julho e 19 de novembro de 1999.
É um remake da telenovela La indomable, produzida em 1987. 
A trama foi protagonizada por Lisette Morelos e Eduardo Verástegui com atuação estelar de Ana Martín e antagonizada por Karla Álvarez, Ariel López Padilla e Arleth Terán.

## Sinopse
Ana Cristina Rivera Hill é uma mulher tão charmosa como arrogante. Por ser abençoada com toda a beleza e sensualidade que qualquer mulher desejaria, mas parece que para Ana Cristina se esqueceram de dar um coração. Mas muito prontamente aprenderá que não pode ir pela vida pisando em todos sem pagar as consequências por seus atos. 
Ana Cristina está prestes a se casar com Damián Montoro quando descobre que ele a engana, então ela decide romper com seu noivado, sem medir as consequências nem parar para pensar e analisar os fatos. A jovem que é muito orgulhosa não sabe que seu pai, Don Marcelo, tem uma grande divida com Damián, no qual foi firmado um documento legal, e de que Damián usará contra se Ana Cristina não se case com ele.
Um modesto engenheiro civil chamado Emiliano Hernández chega a "Los A recifes", e imediatamente é cativado pela beleza de Ana Cristina. No entanto, não se atreve a falar de seu amor, já que sabe que ela está comprometida com Damian Montoro. Mas Ana Cristina tem outros planos, e inesperadamente decide usar Emiliano para se vingar de Damián, e ao mesmo tempo, dar uma lição em seu pai por haver forçado ela a fazer algo contra sua vontade. Quando Emiliano descobre, que está sendo usado se sente como uma marionete, e mal por tudo que a mulher que ama faz. Se sente profundamente ferido, decepcionado e traido por seu amor.
Em meio todos esse fatos Ana Cristina se apaixonará verdadeiramente por Emiliano, e terá que lutar para que ele acredite em seus sentimentos, e contra o seu ex noivo Damián que fará de tudo para impedir essa relação, também tudo o que passará servirá para que ela cresça e se torne uma pessoa melhor algo que nunca foi até descobrir o amor preso em sua alma rebelde.

## Elenco
| Ator                   | Personagem                          |
| ---------------------- | ----------------------------------- |
| Lisette Morelos        | Ana Cristina Rivera Hill Hernández  |
| Eduardo Verástegui     | Emiliano Hernández / Mauro Expósito |
| Karla Álvarez          | Rita Álvarez                        |
| Arleth Terán           | Odette Fuentes Cano Rivera Hill     |
| Ariel López Padilla    | Damián Montoro                      |
| Ana Martín             | Clara Hernández                     |
| Frances Ondiviela      | Isabela                             |
| Aracely Arámbula       | María Elena Hernández               |
| Otto Sirgo             | Marcelo Rivera Hill                 |
| Julio Alemán           | Diego Pereira                       |
| Gustavo Rojo           | Octavio Fuentes Cano                |
| Mariagna Prats         | Clemencia                           |
| Elizabeth Dupeyrón     | Pamela                              |
| Juan Pablo Gamboa      | Alessandro                          |
| Andrea Lagunes         | Angelita                            |
| Evita Muñoz "Chachita" | Berenice                            |
| Adriana Lavat          | Juanita #1                          |
| Claudia Ortega         | Juanita #2                          |
| Raúl "Chóforo" Padilla | Narciso #1                          |
| Sergio Ramos           | Narciso #2                          |
| Edgar Ponce            | Chente                              |
| Alejandra Procuna      | Iris                                |
| Marisol Santacruz      | Laiza                               |
| Mayrín Villanueva      | Paula                               |
| Claudia Silva          | Amada                               |
| Susana Lozano          | Sandra                              |
| Raúl Magaña            | Román                               |
| Khotan                 | Valentino                           |
| Oscar Morelli          | Evaristo                            |
| Socorro Avelar         | Nana Chayo                          |
| Carmelita González     | Simona                              |
| Josefina Echánove      | Salomé                              |
| Isabel Martínez        | Evangelina                          |
| Eduardo Antonio        | El Huesos                           |
| Luis Fernando Torres   | Grillo                              |
| Ricardo Hernández      | Zeus                                |
| Marieth Rodríguez      | Almudena                            |
| Marcia Coutino         | Federica                            |
| Paty Alvarez           | Felicia                             |
| María Esther Paulino   | Sandy                               |
| Gabriel Soto           | Vladimir                            |
| Paulo Quevedo          | Ariel                               |
| Roberto Assad Martínez | Junior                              |
| Andres Gutierrez       | Mario                               |
| Dominika Paleta        | Graciela                            |
| Elsa Cárdenas          | Natalia                             |
| Silvia Caos            | Martina                             |
| Eduardo Liñán          |                                     |
| Maritza Olivares       |                                     |
| Eduardo Rodríguez      |                                     |
| Paola Toyos            |                                     |
| Octavio Menduet        |                                     |
| Ivonne Montero         |                                     |
| Salim Rubiales         |                                     |
| Gabriela Tavela        |                                     |
| Yaldha Victoria        |                                     |

## Audiência
Alcançou média geral de 22,6 pontos.

## Prêmios e Indicações

### Prêmio TVyNovelas 2000
| Categoria          | Pessoa             | Resultado |
| ------------------ | ------------------ | --------- |
| Melhor atriz jovem | Lisette Morelos    | Nomeada   |
| Melhor ator jovem  | Eduardo Verástegui | Nomeado   |